# Сидорова, Татьяна Александровна
Татья́на Алекса́ндровна Си́дорова (в девичестве Мохина, род. 25 июля 1936 года, Челябинск) — советская конькобежка, бронзовый призёр зимних Олимпийских игр. Чемпионка СССР (1967, 1968, 1970 - 500 м, 1966 - 1000 м), серебряный (1970, 1971 - спринтерское многоборье, 1962, 1963, 1971 - 500 м, 1971 - 1000 м) и бронзовый (1968 - классическое многоборье, 1964 - 500 м) призер чемпионатов СССР, 3-кратная рекордсменка СССР на 500 метров и рекордсменка мира. Мастер спорта международного класса (1964). Заслуженный работник физической культуры Российской Федерации (1999). Выступала за ДСО "Спартак", ДСО "Локомотив", с 1972 года ДСО "Буревестник" (Челябинск).

## Карьера
Татьяна Мохина родилась в Челябинске. В 50-х годах начала профессиональную карьеру конькобежца в школе высшего спортивного мастерства. Зимой 1958 года перворазрядница одержала победу в многоборье на региональной зимней Спартакиаде РСФСР, а в марте выиграла на первенстве Челябинска, набрав в многоборье 211,733 очка и выполнила норматив мастера спорта. 
В 50-х она обучалась в челябинском строительном техникуме, а в начале 60-х получила должность техника-строителя Южно-Уральской железной дороги.В 1959 году на дебютном чемпионате СССР в Челябинске 22-летняя студентка стала бронзовым призёром в забеге на 500-метров, а через месяц выполнила норматив олимпийского конкурса на соревнованиях в Челябинске. 
С 1959 года тренировалась у заслуженного тренера СССР челябинской сборной Бориса Кочкина.В январе 1960 года выиграла 500-метровку со временем 46,6 секунд в соревнованиях на приз совета Министров Казахской ССР. В 1961 году вышла замуж за конькобежца, мастера спорта Станислава Сидорова, который в будущем стал заслуженным тренером РСФСР и её личным тренером.
В 1962 году Татьяна стала серебряным призёром на первенстве страны на отдельных дистанциях в забеге на 500 метров. Через год вновь выиграла второе место на чемпионате СССР в Москве на 500-метровке с мировым рекордом 45,5 секунд, который был побит на тех же соревнованиях Ингой Ворониной - 44,9 секунд. 
На зимней Олимпиаде 1964 года Татьяна выиграла бронзовую медаль на дистанции 500 метров, уступив соотечественницам Ирине Егоровой и Лидии Скобликовой. Через две недели на чемпионате РСФСР заняла 2-е место в сумме многоборья. В марте выиграла "бронзу" на своей коронной дистанции 500 метров и заняла 9-е место в многоборье на чемпионате СССР в Свердловске. 
В декабре 1964 года у Татьяны и Станислава родилась дочь Алёна, которая также пошла по стопам её родителей и уже в 1976 году победила в своих первых соревнованиях.
После выхода из декрета Сидорова вернулась к тренировкам и уже в декабре 1965 года успешно выступала в соревнованиях. В марте 1966 года на первенстве СССР в классическом многоборье она стала чемпионкой страны в забеге на 1000 метров, а следом в Иркутске на матче СССР - Швеция стала второй в многоборье. В 1967 году заняла третье место на 500 метров на чемпионате РСФСР на отдельных дистанциях и вновь стала золотой медалисткой на чемпионате СССР в Челябинске.
В 1968 году Татьяна завоевала бронзу на чемпионате СССР в классическом многоборье и в третий раз победила на 500-метровке. На зимних Олимпийских играх в Гренобле Сидорова заняла 9-е место на 500 метров. 
В 1970 и 1971 годах выигрывала серебро на чемпионате СССР в спринтерском многоборье. В том же 1970 году дебютировала на чемпионате мира в спринтерском многоборье и заняла 12-е место. В начале марта на чемпионате мира в классическом многоборье поднялась на 15-е место. На чемпионате СССР в классическом многоборье заняла 8-е место, при этом выиграв опять 500 метров.
С сезона 1971/72 выступала за спортивное общество Буревестник. На чемпионате СССР в 1972 году выиграла серебряную медаль на дистанции 500 метров. С 1972 ещё три сезона Татьяна Сидорова участвовала в соревнованиях и в 1974 году завершила карьеру спортсменки.
После завершения карьеры Татьяна Александровна работала тренером в ДЮСШ города Челябинска. Выпускница Челябинского государственного института физической культуры 1974 года.
С начала 2000-х она участвовала в чемпионатах мира среди мастеров и была победительницей в 2002, 2003, 2006. и 2008 годах. Также участвовала и в чемпионатах России среди ветеранов до 2013 года и была чемпионом в 2007 и в 2009 годах.